# Soudní dohled nad výchovou nezletilého
Soudní dohled na výchovou nezletilého je výchovné sankční opatření, které nařizuje soud v případě, že péče rodičů o dítě je nedostatečná, ale svým charakterem nemusí být dosud nařízena ústavní výchova. Používá se v situacích, kdy je šance na zlepšení rodinných poměrů dítěte a rodina je ochotná spolupracovat s orgánem sociálně-právní ochrany dětí. Je uložen na základě zákona o sociálně právní ochraně dětí a občanského zákoníku. Smyslem dohledu je pravidelné sledování podmínek života dítěte. Důvodem pro jeho stanovení může být nedostatečná péče o dítě ze strany rodičů případně osob odpovědných za jejich výchovu, výchovné problémy nezletilého, záškoláctví, drobná kriminalita apod.

## Realizace soudního dohledu
Podnět k zahájení řízení o uložení dohledu dává většinou orgán sociálně-právní ochrany dětí (OSPOD) nebo může být stanoven v rámci opatrovnického řízení u soudu. Provádí se ve spolupráci se školou dítěte, s orgánem sociálně-právní ochrany dětí, případně dalších institucí (dětský lékař, zájmové kroužky apod.), osob (širší rodina, kamarádi, sousedé), které působí v místě bydliště dítěte. Na základě vyhlášky č. 37/1992 Sb. vyžaduje soud prvního stupně v pravidelných obdobích, nejméně jednou za šest měsíců, zprávy o výchově nezletilého a jeho chování od příslušného orgánu sociálně-právní ochrany dětí, školy nebo internátu, nebo požádá o pravidelné zasílání těchto zpráv v určených obdobích. Zprávy zasílané soudu orgánem sociálně-právní ochrany dětí vycházejí z dlouhodobé spolupráce s rodinou, z péče o dítě, z rozhovorů, sociálních šetření apod. Soudní dohled končí dosažením zletilosti dítěte nebo rozhodnutím soudu na základě návrhu podaného účastníky řízení. 

### Dohled realizovaný obecním úřadem obce s rozšířenou působností
Zákonná úprava dovoluje také obecnímu úřadu obce s rozšířenou působností v rámci správního řízení stanovit dohled nad výchovou dítěte. Je nařizován, vyžaduje-li to zájem dítěte, a je prováděn za součinnosti školy, případně dalších institucí a osob v místě bydliště dítěte. V praxi však OSPOD tuto možnost využívají vůbec nebo velmi málo. Preferují ukládání dohledu soudem, které je ze strany klientů více respektováno a má vyšší účinek.

## Jiná výchovná opatření
Vyžaduje-li to zájem na řádné výchově dítěte může soud případně orgán sociálně-právní ochrany dětí kromě dohledu stanovit ještě jiná výchovná opatření: 
- napomenout vhodným způsobem dítě, rodiče, osobu do jejíž péče bylo dítě svěřeno nebo
- uložit dítěti nebo rodičům omezení bránící škodlivým vlivům na jeho výchovu, zejména zákazem činnosti.[2]

### Právní předpisy
- Zákon č. 359/1999 Sb., o sociálně-právní ochraně dětí
- Zákon č. 89/2012 Sb., občanský zákoník
- Vyhláška ministerstva spravedlnosti ČR č. 37/1992 Sb., o jednacím řádu pro okresní a krajské soudy
- Zákon č. 99/1963 Sb., občanský soudní řád